# Unió Esportiva Santa Coloma
L'Unió Esportiva Santa Coloma  è una società calcistica andorrana con sede nella città di Santa Coloma. Milita nella Primera Divisió, la massima divisione del campionato nazionale. Ha ottenuto la promozione in massima serie nella stagione 2008-2009 dopo aver vinto l'edizione precedente della Segona Divisió. Prima del 2007 il club era chiamato FC Santa Coloma B ma fu modificato per permettergli di ottenere la promozione in massima serie dove già militava il Futbol Club Santa Coloma.

## Rose delle stagioni precedenti
- 2009-2010

## Statistiche e record

### Statistiche nelle competizioni UEFA
Tabella aggiornata alla fine della stagione 2024-2025.
| Competizione                             | Partecipazioni | G  | V | N | P  | RF | RS |
| ---------------------------------------- | -------------- | -- | - | - | -- | -- | -- |
| Coppa dei Campioni/UEFA Champions League | 1              | 4  | 1 | 0 | 3  | 3  | 7  |
| Coppa UEFA/UEFA Europa League            | 8              | 16 | 0 | 0 | 16 | 4  | 57 |
| UEFA Conference League                   | 2              | 4  | 0 | 1 | 1  | 1  | 10 |

## Palmarès

### Competizioni nazionali
- Primera Divisió: 1

2023-2024
- Copa Constitució: 4

2012-2013, 2015-2016, 2016-2017, 2024
- Supercoppa d'Andorra: 2

2016, 2024

### Altri piazzamenti
- Primera Divisió:

Secondo posto: 2009-2010, 2013-2014
Terzo posto: 2011-2012, 2012-2013, 2014-2015, 2016-2017
- Copa Constitució:

Finalista: 2010-2011
Semifinalista: 2008-2009, 2009-2010, 2011-2012, 2013-2014, 2014-2015, 2018-2019, 2020, 2025
- Supercoppa d'Andorra:

Finalista: 2013, 2017

## Organico

### Rosa
Aggiornata al 26 maggio 2025.
| N. |                       | Ruolo | Calciatore         |
| -- | --------------------- | ----- | ------------------ |
| 1  | Spagna (bandiera)     | P     | Juanpe Navarro     |
| 2  | Andorra (bandiera)    | D     | Jesús Rubio        |
| 3  | Spagna (bandiera)     | D     | Marcos Blasco      |
| 4  | Andorra (bandiera)    | C     | Christian García   |
| 5  | Spagna (bandiera)     | C     | Miguel López       |
| 6  | Spagna (bandiera)     | C     | Youssef El Ghazoui |
| 7  | Spagna (bandiera)     | A     | Jorge Bolívar      |
| 9  | Andorra (bandiera)    | A     | Cucu               |
| 10 | Spagna (bandiera)     | A     | Pablo Molina       |
| 11 | Spagna (bandiera)     | A     | Joaquinete         |
| 13 | Spagna (bandiera)     | P     | Álex Ruiz          |
| 14 | Portogallo (bandiera) | D     | Luca Pereira       |
| 16 | Andorra (bandiera)    | C     | Àlex Martínez      |

| N. |                      | Ruolo | Calciatore         |
| -- | -------------------- | ----- | ------------------ |
| 17 | Andorra (bandiera)   | C     | Dacu               |
| 18 | Spagna (bandiera)    | C     | Jorge Valín        |
| 19 | Messico (bandiera)   | C     | José Plascencia    |
| 20 | Spagna (bandiera)    | D     | Eric Ruiz          |
| 21 | Spagna (bandiera)    | D     | Roberto Corral     |
| 22 | Spagna (bandiera)    | A     | Elliot Gómez       |
| 23 | Andorra (bandiera)   | A     | Iván Fernández     |
| 24 | Spagna (bandiera)    | C     | Marc Castells      |
| 27 | Spagna (bandiera)    | C     | Bilal El Bakkali   |
| 29 | Messico (bandiera)   | C     | Pablo Jáquez       |
| 32 | Giordania (bandiera) | C     | Jaime Siaj         |
| 33 | Spagna (bandiera)    | A     | David Martín       |
|    | Guinea (bandiera)    | A     | Alhassane Bangoura |